# Chiesa della Madonna della Misericordia (Senigallia)
La chiesa della Madonna della Misericordia chiamata anche Cappella gentilizia Bedini è un edificio di culto cattolico di Senigallia nella diocesi omonima.

## Storia
I lavori di costruzione iniziarono negli anni Cinquanta del XIX secolo insieme al palazzo alla cappella collegato, quando la famiglia Bedini fu aggregata al patriziato di Senigallia in seguito alla nomina ad Arcivescovo di Tebe di Gaetano Bedini nel 1847.
La costruzione avvenne fuori dalla Porta Lambertina, un territorio fuori le mura dell'antica città, che proprio in quegli anni si stava sviluppando.
I lavori di costruzione terminarono nel 1858 anno in cui fu consacrata alla presenza del Cardinal Domenico Lucciardi, Vescovo di Senigallia, e dello stesso Cardinal Gaetano Bedini.
In quel tempo si trovava nella parrocchia di Santa Maria della Pace mentre dal 1930 si trova sotto la giurisdizione della parrocchia di Santa Maria del Ponte al Porto.

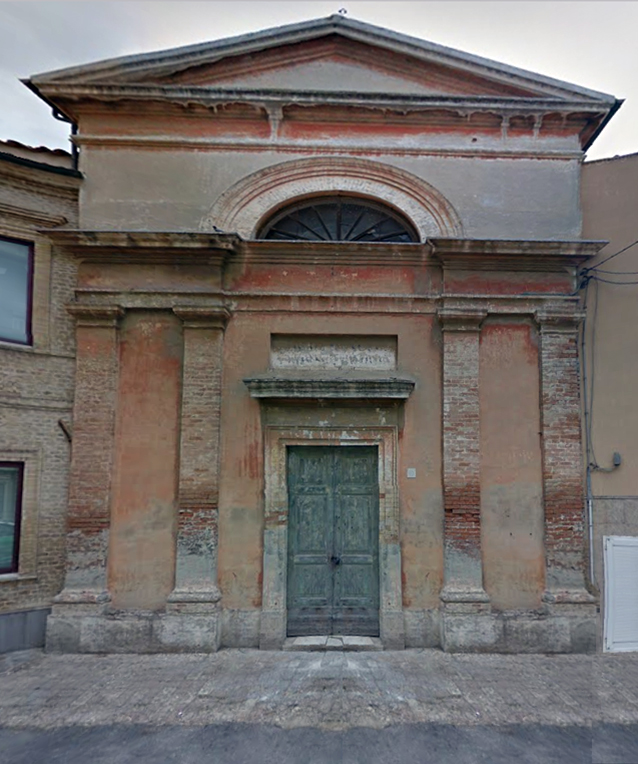
Esterno della Chiesa Bedini

## Architettura
La costruzione della chiesa è posta in una lieve rientranza rispetto al filo della strada.
La facciata ha forme e stile neoclassico con due coppie di lesene con capitelli compositi, completata da un timpano triangolare.
Al centro della composizione il cornicione sporgente è interrotto da una finestra termale, sormontata da una cornice in cotto.
Il portale è riquadrato da mostra in cotto, con architrave sporgente sopra il quale è inserita un'epigrafe, oggi non più decifrabile.

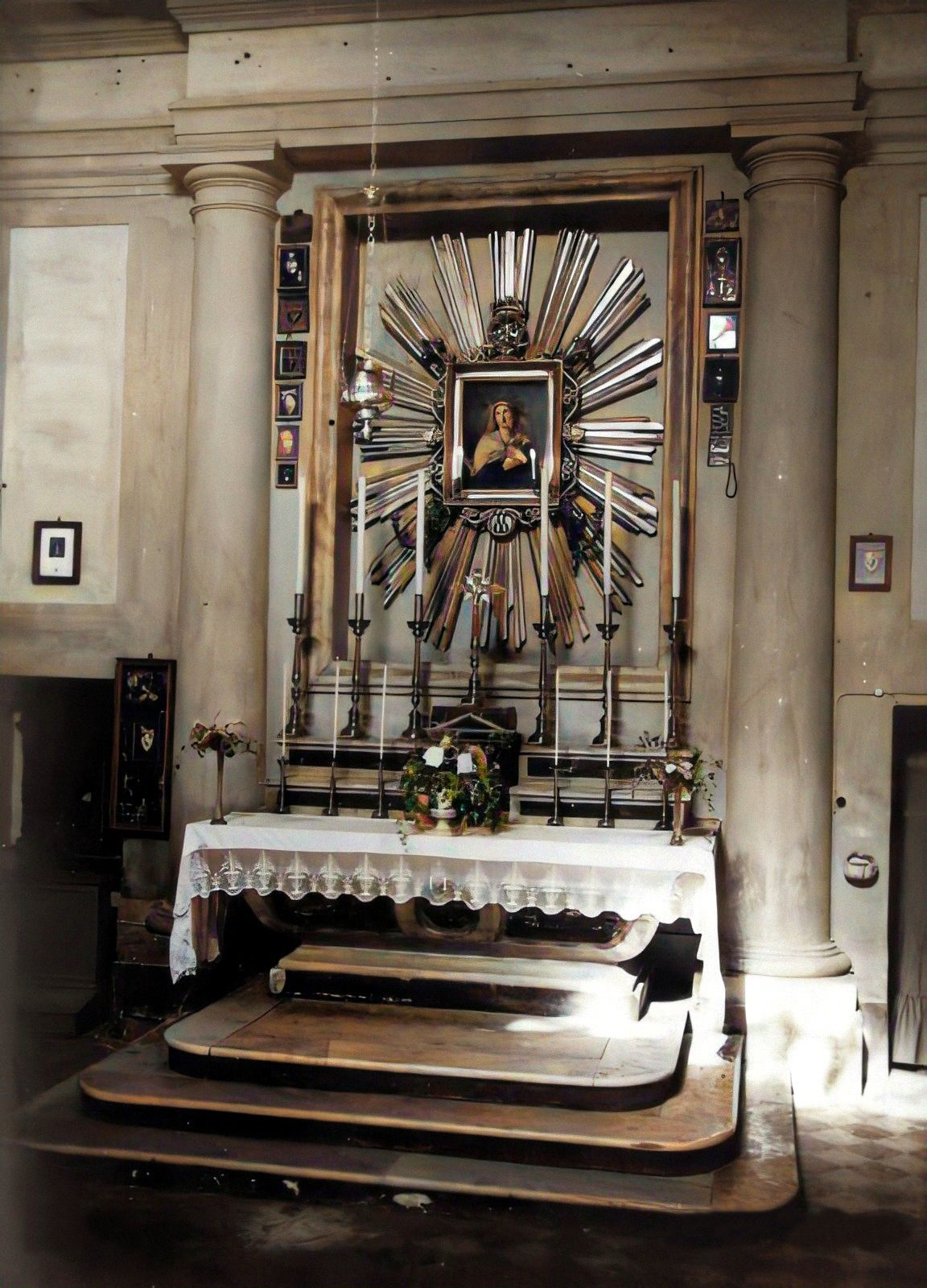
Interno della Chiesa Bedini prima del Concilio Vaticano II

## Interno
L'interno della chiesa ha pianta rettangolare. La parete di fondo è decorata da un altare addossato con timpano retto da colonne con capitelli dorici.
L'altare fu consacrato a Roma e poi spedito a Senigallia dove fu sistemato nella posizione attuale.
Infatti sulla mensa dell'altare è scritto: "CAJETAN BEDINIUS ARCHIEP. THEBAR. ARAM HANC MOBILEM ROMAE A SE RITE CONSACRATAM TEMPLO HUIC AERE SUO CONDITO AC MARIAE S. DICATO DESTINAVIT MISIT AN. MDCCCLVIII IN SPEM PRAESIDI A PATRONA CAELESTI NUNQUAM DEFECTURI".
Sulle pareti laterali erano ricavati altri due altari contenuti dentro nicchie centinate.

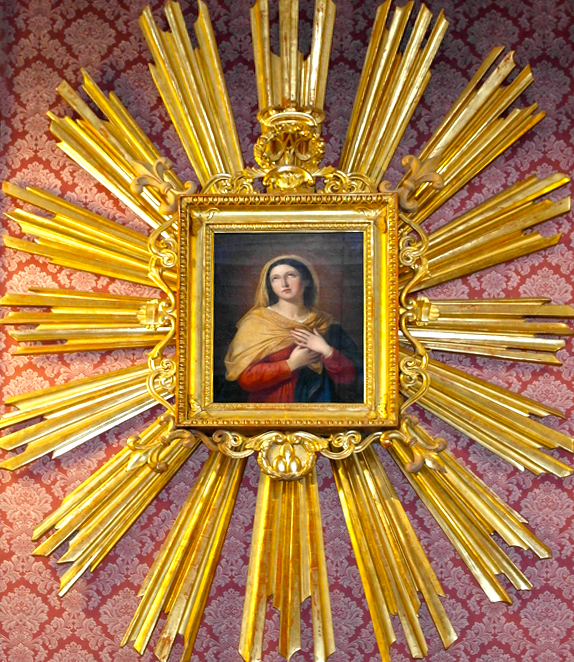
Raggiera Bedini oggi conservata presso la Parrocchia di Santa Maria del Ponte a Senigallia

## La Madonna Bedini
In questa chiesa si venerava l'immagine della Madonna della Misericordia, detta anche Madonna Bedini benedetta da Pio IX, che le ha concesso l'indulgenza plenaria il giorno della sua festa la terza domenica di ottobre.
Quest'immagine che è la copia di quella a Rimini nella chiesa di Santa Chiara, fu fatta fare dalla famiglia Bedini nel periodo in cui Gaetano Bedini era legato a Bologna.
Attualmente la Madonna Bedini è stata spostata nella sede principale della Parrocchia di Santa Maria del Ponte al Porto di Senigallia e posta in un altare laterale.